# Petr Rajlich

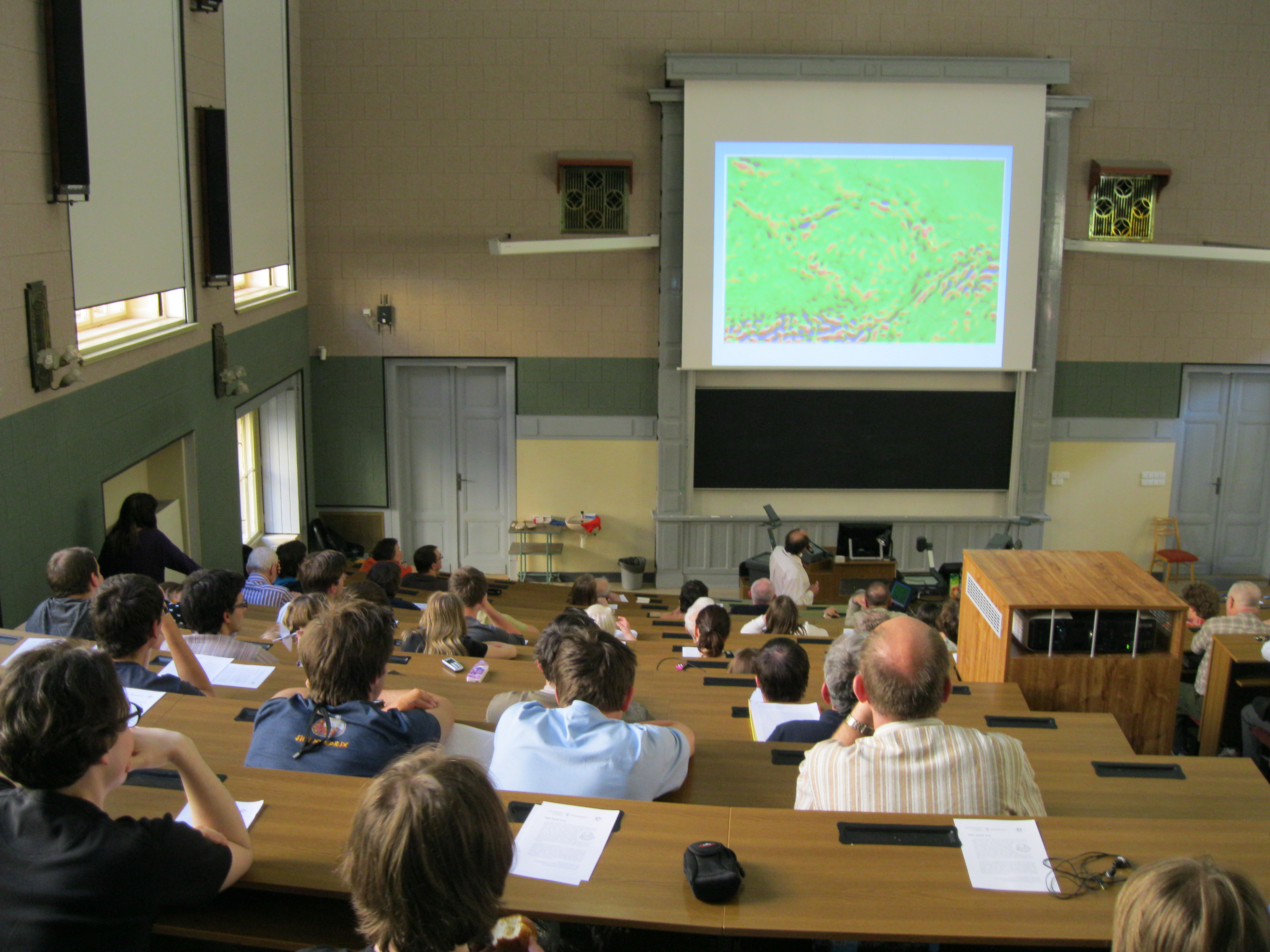
Rajlichova přednáška na téma Čechy jako impaktní kráter v rámci Dne Země na Přírodovědecké fakultě Univerzity Karlovy v Praze.

Petr Rajlich (20. února 1944 Praha – 8. května 2025[chybí lepší zdroj]) byl český geolog a popularizátor vědy. Je autorem Rajlichovy hypotézy.

## Profesní kariéra
Vystudoval Přírodovědeckou fakultu Univerzity Karlovy v Praze, obor ložisková geologie a získal tituly RNDr. a CSc. Pracoval na mnoha geologických projektech v zahraničí (Mongolsko, Maroko, Burkina Faso, Irák aj.). Působil jako geolog Jihočeského muzea v Českých Budějovicích. V minulosti působil v Ústředním ústavu geologickém, Geologickém ústavu AV ČR nebo v Ústavu jaderného výzkumu Řež a.s.
Rozpracoval hypotézu Českého kráteru. Výsledky svého výzkumu shrnul v knize Český kráter, kterou v roce 2007 vydalo Jihočeské muzeum v Českých Budějovicích.

## Bibliografie (výběr)

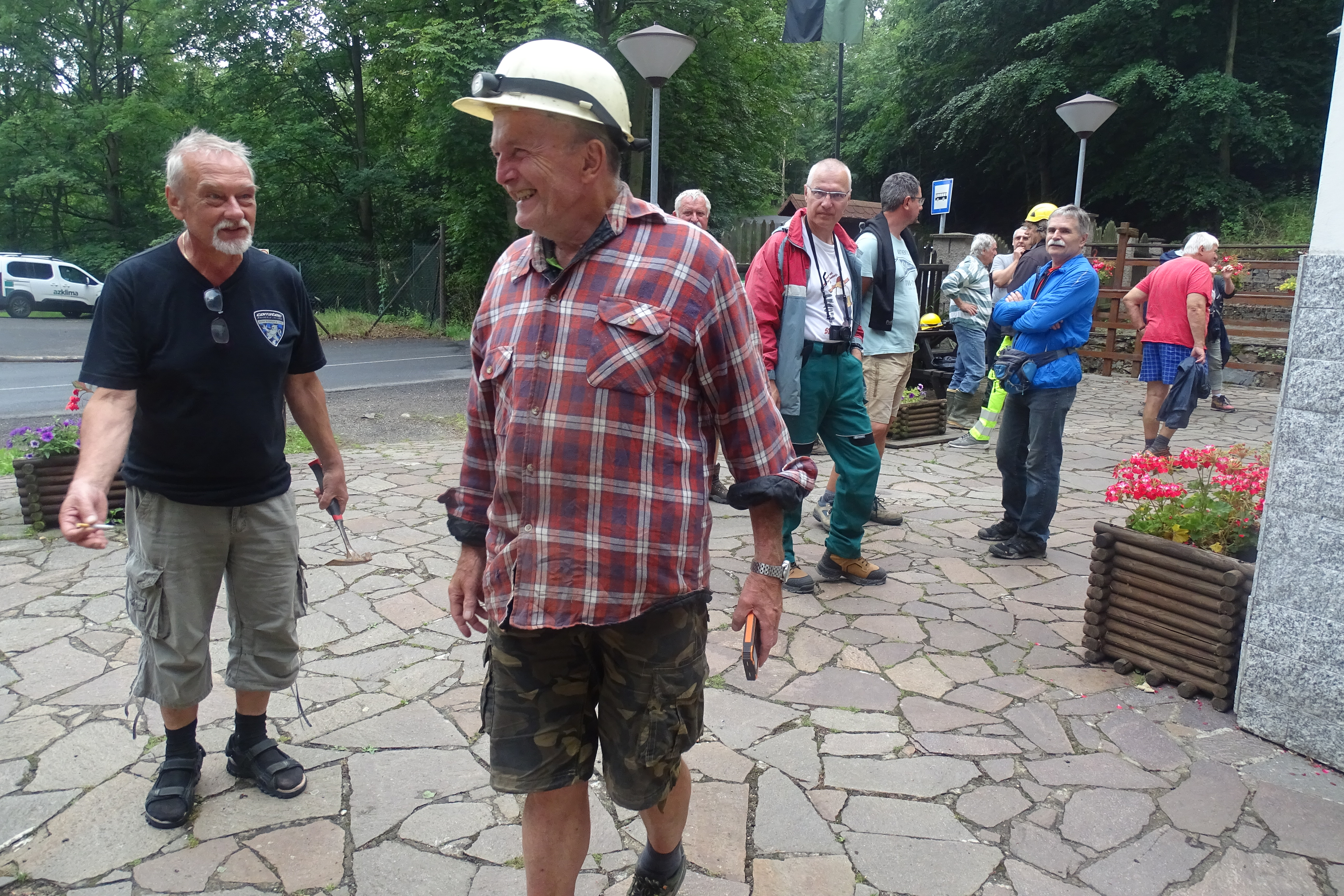
Petr Rajlich na geologické výpravě po Krušnohoří